# Suzanne Duquet
Suzanne Duquet est une artiste et professeure d'arts visuels québécoise née le 8 novembre 1916 et décédée le 1er décembre 2000 à Outremont. Elle est reconnue pour ses portraits peints et son implication en art informatique.

## Biographie

### Enfance et formation
Suzanne Duquet naît en 1916 et meurt en 2000 au Québec. Elle a une sœur, qui est le sujet de la peinture Portrait de ma soeur (Jeanne-Mance Duquet) réalisée en 1939. Elle étudie de 1922 à 1933 à l’Académie St-Georges de Montréal, une école pour filles anciennement située au coin des rues Waverly et Bernard, dans le quartier Mile End. De 1926 à 1928, elle apprend également le piano, la phonétique et l’art dramatique au privé. En 1932, elle s’inscrit à l’École des beaux-arts de Montréal qu'elle fréquente pendant une dizaine d’années.

### Carrière de professeure et d'artiste
En 1943, l'École des beaux-arts de Montréal l'engage comme professeure pour enseigner le dessin et, à partir de 1948, pour mettre sur pied un cours du samedi pour les enfants, ce qu'elle fait alors que les arts plastiques sont peu enseignés au Québec. Sa première exposition individuelle a lieu en 1945 à la Galerie Parizeau, propriété de Lucien Parizeau. De 1944 à 1945, cette galerie est la seule francophone située dans le secteur de galeries anglophones environnant le Musée des beaux-arts de Montréal. Elle présente également les œuvres de Léon Bellefleur, Jacques de Tonnancour, Albert Dumouchel, André Jasmin, Lucien Morin, Mimi Parent, Jeanne Rhéaume et Guy Viau. De 1945 à 1952, elle enseigne à la Commission scolaire catholique de Ville Mont-Royal. À partir de 1970, l'École des beaux-arts de Montréal intègre la famille des arts de l'Université du Québec à Montréal. Son service d'animation communautaire offre dorénavant les cours du samedi. 
Elle participe à plusieurs expositions, dont Fémina en 1947 au Musée national des beaux-arts du Québec,. Cette exposition regroupe vingt-deux œuvres (sculpture, peinture, dessin, aquarelle) d'artistes montréalaises dont celles, entre autres, de Suzanne Duquet, Sylvia Daoust, Simone Dénéchaud, Claire Fauteux, Agnès Lefort, Georgiana Paige Pinneo et Marian Dale Scott, est la première qu'une institution muséale consacre entièrement à des artistes femmes,. Vers 1950, Roland-Hérard Charlebois créé la reliure pour un mémorial de Paul Gouin en s'inspirant de la peinture Le divan vert (1948),. En 1956 et 1957, elle poursuit ses études à l'atelier de Morrice Davidson et Seong Moy. De 1955 à 1960, elle anime des ateliers consacrés aux arts plastiques à Radio-Canada pour l'émission La Boîte à surprise,. À partir de 1960, elle choisit de se consacrer à la pratique de la peinture avant de retourner à l'enseignement en 1966. Elle réalise des voyages d'études en France, aux États-Unis et au Canada. Durant l'année universitaire de 1971-1972, elle est directrice des modules Gravure, Peinture et Sculpture de la famille des arts à l'Université du Québec à Montréal. Jusqu'en 1982, elle occupe un poste de professeure au département des arts plastiques à deux dimensions de cette même université.

### Art informatique
En 1971, le ministère des Télécommunications l'invite à la conférence La télécommunication et les arts, et son influence sur l'environnement à l'Université York en Ontario. Elle y explore le dessin assisté par ordinateur à la suite d'une rencontre avec le Dr John F. Hart, directeur du département d'informatique de l'Université Western Ontario. « Tout est à faire. Il faut des artistes professeurs prêts à entreprendre des études et des expériences dans le graphisme cybernétique. » Ses créations BUCL et PARR (1976) font partie de l'exposition Volet abstrait, 1964-1976 qui se déroule à la Galerie Saint-Denis en 1977. 

### Reconnaissance et postérité
En 1977, le Musée des beaux-arts de Montréal organise une rétrospective de son œuvre et Françoise Faucher, de l'émission de télévision Femme d'aujourd'hui, réalise une entrevue avec elle. En 1992, l'historienne de l'art Maria Tippett inclut Suzanne Duquet dans son livre By a Lady. Celebrating Three Centuries of Art by Canadian Women et rapporte que l'artiste de 76 ans souligne qu'il s'agit de la première reproduction d'une de ses œuvres dans un livre,. Suzanne Duquet meurt huit ans plus tard, à 84 ans.
En 2010, des tableaux de Suzanne Duquet sont présentés lors de l'exposition collective Femmes artistes. La conquête d'un espace 1900-1965 commissariée par Esther Trépanier, alors directrice du Musée national des beaux-arts du Québec. En 2011, le Musée de Joliette inclut la peinture Portrait de ma sœur (Jeanne-Mance Duquet) (1939) dans l'exposition Au-delà du regard. Le portrait dans la collection du MAJ, qui montre une soixantaine d’œuvres de la collection du Musée créées depuis le 17e siècle inclusivement. En novembre 2019, pour sa conférence Représentation de la figure féminine par les artistes femmes. Une modernité du corps, de l'apparence, de la peinture tenue au Musée de Joliette, Esther Trépanier sélectionne cette même œuvre pour engager une réflexion au sujet de la contribution des femmes peintres au début du 20e siècle,. 
Ses créations d'art informatique suscitent un intérêt plus marqué depuis la fin des années 2010. L'exposition collective Salle des maquettes à la Galerie de l'UQAM en 2019 présente PARR I, VIII, XI (1976), œuvres tirées de la Collection de l'UQAM. En 2020, la galerie Mcintosh de l'Université Western Ontario inclut ses œuvres dans le cadre de l'exposition Computational Arts in Canada 1967-1974, une rétrospective de créations d'art informatique au Canada.

## Médium, inspiration
Le style de Suzanne Duquet s’inspire du fauvisme. Ses médiums utilisés sont l’huile, la gouache, les crayons à colorier et les crayons qu'elle pouvait mélanger. Ses inspirations pour ses œuvres sont sa famille et son entourage, puis les voyages qu’elle a effectués tout au long de sa vie. Ses œuvres accordent une place importante aux femmes.

## Expositions individuelles et collectives
- 1941 : Les Anciens des Beaux-Arts, Musée des beaux-arts de Montréal
- 1942 : Le Salon du Printemps, Musée des beaux-arts de Montréal
- 1943 : Les Anciens des Beaux-Arts, Musée des beaux-arts de Montréal
- 1943 : Les Anciens des Beaux-Arts, Galerie Nationale d’Ottawa
- 1944 : Exposition de Peinture Contemporaine du Canada à Rio de Janeiro et à São Paolo
- 1945 : Première exposition individuelle, Galerie Lucien Parizeau, rue Peel, Montréal, 1er au 15 mai
- 1947 : Fémina, Musée national des beaux-arts du Québec, 10 février au 16 mars[27]
- 1947 : Canadian Women Artists, Riverside Museum, New York[28], 27 avril au 18 mai
- 1948 : Canadian Women Artists
- 1950 : Musée du Québec, Salon du printemps au Musée des Beaux-Arts
- 1950 : Exposition d’ouverture de la Galerie Agnès Lefort de Montréal
- 1951 : Exposition particulière à la Galerie Agnès Lefort
- 1951 : Participation à l’exposition Montreal Painters of Today au Musée des Beaux-Arts de Montréal
- 1959 : Difficultés Temporaires, Théâtre Club
- 1960 : La Relève, École des Beaux-Arts de Montréal
- 1967 : École des Beaux-Arts de Montréal
- 1970 : Galerie de l'Atelier Pédagogique de Reliure d'Art Artisanale, Montréal[15]
- 1971 : Exposition de graphisme au McIntosh Memorial Gallery, London, Ontario
- 1972 : Beth Zion Sisterhood de Montréal
- 1973 : Beth Zion Sisterhood de Montréal
- 1974 : Exposition Digital Circus II au London Public Art Museum
- 1977 : Suzanne Duquet : volet figuratif 1939-1954, Musée des beaux-arts de Montréal, 6 janvier au 6 février[29],[17]
- 1977 : Suzanne Duquet : volet abstrait 1964-1976, Galerie Saint-Denis, 11 au 29 janvier[17]
- 1982 : Esthétiques modernes au Québec, 1916-1946, Musée des beaux-arts du Canada[30]
- 1983 : Suzanne Duquet, Affinités électives, Galerie UQAM[4],[31]
- 2003 : L'école des femmes. 50 artistes canadiennes au Musée, Musée d'art de Joliette, 7 septembre 2003 au 22 février 2004[32]
- 2010 : Femmes artistes. La conquête d'un espace 1900-1965, Musée national des beaux-arts du Québec[8]
- 2011 : Au-delà du regard. Le portrait dans la collection du MAJ, Musée de Joliette, 23 janvier au 4 septembre
- 2019 : Salle des maquettes, Galerie de l'UQAM, 8 mars au 13 avril[33]
- 2020 : Computational Arts in Canada 1967-1974, McIntosh Gallery, Western University, 5 novembre au 12 décembre 2020[26]

## Conférences et entrevues
- 1942 : Marc-Aurèle Fortin, peintre, Musée des beaux-arts de Montréal
- 1944 : Les Intouchables, Société d'étude et de conférences de Montréal
- 1944 : entrevue radiophonique L'Enfant et l'Art, Radio-Canada
- 1949 : La Résurrection des vivants, Musée des beaux-arts de Montréal
- 1957 : La Gravure, l'imagerie religieuse et profane, Congrès de la refrancisation tenu par le Conseil de la vie française en Amérique
- 1961 : Le Baroquisme, Musée des beaux-arts de Montréal

## Affiches
- 1957 : Le Complexe de Philémon de Jean-Bernard Luc, Théâtre du Rideau vert
- 1957 : Doña Rosita de Federico García Lorca, Théâtre du Rideau vert
- 1958 : Monsieur Falendor, Théâtre du Rideau vert

## Illustrations
- Direction des musées et centres d'exposition (ill. Suzanne Duquet), Guide pour la conception architecturale des établissements muséologiques, Québec, Ministère des Affaires culturelles, 1979
- Cécile Gagnon (ill. Suzanne Duquet), Pourquoi les moutons frisent: un conte, Montréal, Pierre Tisseyre, 1982, 19 p. (ISBN 2890510662)
- Jacques Hardy (ill. Suzanne Duquet), Pareil pas pareil, Québec, Ovale, 1982, 36 p. (ISBN 978-2891860130)

## Musées et collections publiques
- Galerie de l'UQAM :
  - Images numériques : BULR (1971), BOLD (1971), FISH (1973), BNCE (1971), BLOK (1971), BELL (1971), PEEK (1971), PEAK (1971), BANG (1971), NONO (1971), NLES (1971), GRGG (1971), FRAS (1971), BALL (1971), DUCK (1971), CRUM (1971), COOL (1971), COLD (1971), WWWW (1971), VACU (1971), TART (1971), CLDO (1971), BUCL (1971), TOTI (1971), PYRA (1971), Non titré (1971), WALL (1972), VELR (1972), MUSQ (1972), PARR (1972), CRIE (1972), TRIA (1972), TOTM (1972), SQRE (1973), ROLL (1973), POPP (1973), HART (1973), MIKE (1973), CARR (1973), FLAW (1973), MOON (1974), DONA (1974), PALC (1974), LYMA (1977)
  - Dessins : série BUCL (1974), série FLAW (1977), série PARR (1976), série MUSQ (1976)
- Musée d'art contemporain de Montréal : Bronze (1964)
- Musée national des beaux-arts du Québec : La Femme au tapis (1948), La Femme en mauve (1945), Le Groupe (1941), Étude pour Autoportrait (1954)
- Musée d'art de Joliette : Portrait de ma sœur (Jeanne-Mance Duquet) (1939)
- Musée des beaux-arts de Montréal : La mère (1950)

### Fonds d'archives
- Fonds d'archives de la galerie de l’UQAM (133U) - 1969-1990
- Fonds Suzanne Duquet - UQAM (196P) - 1924-2001